# Othello (Verdi)
Othello (italsky Otello) je opera o čtyřech jednáních od Giuseppe Verdiho. Italské libreto napsal Arrigo Boito, na základě divadelní hry Williama Shakespeare Othello, mouřenín benátský. Jedná se o Verdiho předposlední operu. Premiéra proběhla 5. února 1887 v divadle Teatro alla Scala v Miláně. Bylo to více než 15 let od premiéry předcházející Verdiho opery Aida.
Opera je považována za jeden z vrcholů Verdiho díla.
Česká premiéra v Národním divadle v Praze proběhla 7. ledna 1888, libreto do češtiny přeložil Václav Juda Novotný. Zásluhu na tak brzkém uvedení nové opery v Čechách má i Tereza Stolzová, která zprostředkovala v této věci setkání ředitele Národního divadla Františka Adolfa Šuberta s Verdim.
Roli Desdemony při české premiéře zpívala Berta Lautererová, která se později provdala za Josefa Bohuslava Foerstera.

## Hlavní postavy
- Othello (tenor) – Maur, velitel benátského vojska
- Jago (baryton) – praporečník
- Cassio (tenor) – kapitán
- Rodrigo (tenor) – benátský šlechtic
- Lodovico (bas) – benátský vyslanec
- Montano (bas) – vládce na Kypru, Othellův předchůdce
- Desdemona (soprán) – manželka Othellova
- Emílie (mezzosoprán) – manželka Jagova
- vojáci, námořníci, šlechtici, lid řecký, dalmatský a albánský, děti, hostinští

## Děj
Čas: Konec 15. století.
Místo: Pobřežní město na ostrově Kypru.

### První dějství
Před hradem. Krčma s přístřeškem. V pozadí terasy a moře. Je večer. Blesky, hromy, vichřice.
Za večerní bouře obyvatelé Kypru s úzkostí očekávají návrat nového guvernéra, Othella, z námořní bitvy s Turky (sbor, Montano, Cassio, Jago, Roderigo: Una vela! Un vesillo! … Dio, fulgor della bufera! ). Chvíli se zdá, že Othellův koráb ztroskotá, k radosti jeho zrádného náměstka Jaga, ale nakonec Othello přistane bezpečně a oznamuje, že turecké loďstvo bylo rozdrceno. Kypřané mu provolávají slávu (Othello, sbor: Esultate! L’orgoglio musulmano sepolto è in mar ... Vittoria! Vittoria!).
Jago se nabízí mladému benátskému šlechtici Roderigovi, že mu pomůže svést Othellovu manželku Desdemonu – Jago závidí Othellovi jeho úspěchy a potají si přeje mouřenína zničit (Jago, Roderigo: Roderigo, ebben che pensi? … Suvvia, fa senno, aspetta). Mezi jeho stížnostmi je i rozhořčení nad tím, že Othello jmenoval kapitánem loďstva Cassia, ač o tuto hodnost usiloval Jago. Kyperský lid oslavuje bezpečný návrat Othella a jeho mužů zapálením slavnostních ohňů a pitkou (sbor: Fuoco di gioia, l’ilare vampa!).
U stolu pijí i Jago, Cassio a Rodrigo. Jago nalévá Cassiovi stále více vína, ale Cassio již odmítá pít. Jago jej nutí a navrhuje přípitek Othellovi a Desdemoně. Cassio se nechá zlákat. Jago zpívá pijáckou píseň a přilévá Cassiovi vína (Jago, Cassio, Roderigo, sbor: Roderigo, beviam! … Inaffia l’ugola!).
Vstupuje Montano a vyzývá Cassia, aby započal svou hlídku; ke svému překvapení nalézá Cassia opilého a stěží stojícího na nohou. Jago lže Montanovi řka, že takto si Cassio krátí každý večer. Roderigo se vysmívá Cassiově opilosti a Cassio ho napadne. Montano Cassia nabádá, aby se uklidnil, ale Cassio tasí meč a hrozí, že mu rozetne hlavu (Montano, Cassio, Jago, Roderigo, sbor: Capitano, v’attende la fazione ai baluardi). Cassio a Montano započnou souboj a Jago posílá Roderiga, aby vyvolal poplach. Montano je raněn a duel skončí až tím, že se objeví Othello.
Othello nařizuje Montanovi a Cassiovi složit meče. Žádá se pak „poctivého Jaga“ o vysvětlení, jak souboj začal, ale ten říká, že neví. Othello se tedy obrátí na Cassia, který v rozpacích a nenachází pro své činy omluvu. Když Othello zjistí, že Montano je zraněn, rozzlobí se. Vstoupí Desdemona, a když Othello vidí, že odpočinek jeho nevěsty byl narušen, zbavuje Cassia hodnosti kapitána (Othello, Jago, Cassio, Montano: Abbasso le spade). Poručí pak Jagovi střežit město, aby byl obnoven klid, přivolává pomoc pro Montana a nařídí všem, aby se vrátili do svých domovů.
Kypřané zanechají Othella samotného s Desdemonou. Othello a Desdemona společně vzpomínají na to, proč se do sebe zamilovali. Othello, v radostném vytržení, na sebe přivolává smrt, protože se bojí, že již nikdy nebude tak šťasten. Desdemona se modlí za to, aby jejich láska zůstala nezměněna. Políbí se, přemoženi vzájemnou láskou (Othello, Desdemona: Già nella notte densa s’estingue ogni clamor).

### Druhé dějství
Sala terrena u hradu. Prosklené dveře ji oddělují od velké zahrady. Balkon.
Jago radí Cassiovi požádat Desdemonu, aby s Othellem promluvila o jeho degradaci; Desdemona může manžela přesvědčit, aby mu odpustil (Jago, Cassio: Non ti crucciar). Je vidět Desdemonu a Emilii, jak se procházejí v zahradě. Cassio osloví Desdemonu. Jago je pozoruje z místnosti a pronáší vyznání své nihilistické víry a nenávisti k lidstvu (Credo in un Dio crudel che m’ha creato).
Do místnosti vstupuje Othello; Jago předstírá, že ho nezpozoroval, a vzdychá zdánlivě pro sebe, že jej něco velmi tíží. Cassio zahlédne Othella zdálky a diskrétně se vzdálí. Othello se ptá, co se děje, ale Jago mu dává jen vyhýbavé odpovědi. Nakonec naznačí, že Cassio a Desdemona mají poměr. Othello začíná mít podezření, ale prohlašuje, že by musel mít důkaz dříve, než by uvěřil v Desdemoninu nevěru (Jago, Othello: Ciò m’accora... Che parli?). Jago varuje Othella před žárlivostí, ale současně mu radí, aby byl ostražitý.
Zástup dětí, námořníků a Kypřanů zpívají Desdemoně, chválíce její krásu a čistotu (sbor, Jago, děti, Desdemona, Othello: Dove guardi splendono raggi). Přinášejí jí dary a přejí mnoho štěstí, pak odejdou.
Desdemona hovoří k Othellovi o Cassiově žádosti. Othello jí kysele žádá, aby s touto prosbou přišla jindy, ale když žena nepřestane naléhat, odbývá ji tím, že jej bolí hlava. Desdemona mu nabízí, že mu hlavu ováže šátkem, který jí kdysi věnoval, plátěný s výšivkou jahod. Othello ho odhodí a říká, že jej nepořebuje (Desdemona, Othello: D'un uom che geme sotto il tuo disdegno la preghiera ti porto). Emilia šátek zvedne. Desdemona nerozumí obviněním, vyslovuje mu však svou oddanost a žádá jej o odpuštění (Se inconscia, contro te, sposo, ho peccato... La tua fanciulla io sono). Po straně Jago vyzývá Emilii, aby mu dala onen šátek, a když Emilia odmítne, vezme jí ho silou (Quel vel mi porgi ch’or hai raccolto).
Othello všechny posílá pryč a nyní věří, že by jej Desdemona mohla podvádět (Othello: Tu? Indietro! fuggi! … Ora e per sempre addio sante memorie). Jago se vrací a žárlivý Othello vyžaduje důkaz Desdemoniny nevěry. Jago mu vypráví, že jednou, když on a Cassio spali v jedné místnosti, slyšel Cassia mluvit ze snu k Desdemoně. V tomto snu, upřesňuje Jago, říkal Cassio Desdemoně, že se musí mít na pozoru, aby svou lásku utajili (Jago: Era la notte, Cassio dormia). Jago říká, že sny nic nedokazují, ale poznamenává, že zrovna včera viděl u Cassia Desdemonin vyšívaný šátek. Otello přísahá, že se Desdemoně a Cassiovi pomstí, a Jago se k jeho přísaze připojuje (Othello, Jago: Sì, pel ciel marmoreo giuro).

### Třetí dějství
Velká hradní síň. Napravo rozsáhlý peristyl se sloupovím. K peristilu přiléhá síň menších rozměrů; na její vzdálenější stěně je balkon.
Herald oznamuje příjezd vyslanců z Benátek. Jago vysvětluje Othellovi, že sem přiláká Cassia a Othello se může ukrýt a vyslechnout jejich hovor. Odchází vyhledat Cassia (Jago: Qui trarrò Cassio).
Vchází Desdemona a připomíná Othellovi Cassiovu žádost. Othello tvrdí, že se mu vrátila bolest hlavy, a žádá Desdemonu, aby mu omotala hlavu svým šátkem. Desdemona vytáhne jiný šátek, ale Othello vyžaduje ten, který jí daroval. Když jeho choť říká, že jej nemá s sebou, Othello jí varuje: byl to magický talisman, a pokud ho ztratí, čeká ji neštěstí. Desdemona je rozrušena, vyčítá však manželovi, že se snaží opomíjet Cassiovu prosbu; jak mu připomíná Cassia, vyžaduje Othello její šátek čím dále naléhavěji (Desdemona, Othello: Dio ti giocondi, o sposo). Desdemona se brání Othellovým stále tvrdším nařčením a trvá na tom, že je věrnou manželkou; Othello ji s hrozbou odvádí pryč (Desdemona, Othello: Esterrefatta fisso lo sguardo tuo tremendo).
Othello běduje nad svým osudem (Dio! mi potevi scagliar tutti i mali). Když uslyší Jagovo varování, že se blíží Cassio, ukryje se a Jago s Cassiem vstoupí. Cassio říká, že zde doufal potkat Desdemonu, aby se jí zeptal, zda dosáhla u Othella úspěchu s jeho prosbou (Jago, Cassio, Othello: Vieni; l’aula è deserta). Jago odvede řeč na Cassiovu milostnou aféru s jistou Biankou, ale tak, aby nepadlo její jméno; Cassiovo bezstarostné vyprávění Othella mučí, neboť se domnívá, že stále hovoří o Desdemoně. V konverzaci Jaga s Cassiem, z níž lze slyšet jen úryvky, přejde řeč na šátek, který Cassiovi v pokoji nechala zřejmě nějaká neznámá obdivovatelka. Na Jagovo naléhání ho Cassio ukáže a Jago ho uchopí a vystaví tak, aby jej Othello mohl zahlédnout a poznat v něm šátek Desdemonin. Pak pokračuje v žertování s Cassiem, zatímco Othello ve svém úkrytu zuří (Jago, Cassio, Othello: Questa è una ragna dove il tuo cuor casca).
Troubení polnic ohlašuje příjezd benátského vyslance Lodovica. Jago varuje Cassia, aby se vzdálil, nechce-li se setkat s Othellem. Cassio odchází a Othello žádá Jaga o radu, jak má zabít svou ženu. Jago Othellovi poradí, aby Desdemonu uškrtil v jejím loži – tam, kde zhřešila; o Cassia se postará sám. Othello povyšuje Jaga na kapitána.
Vstupují Lodovico, Desdemona, Emilia, Roderigo a další hodnostáři (s. Když se Lodovico podivuje Cassiově nepřítomnosti, vysvětlí mu Jago, že Cassio je v nemilosti. Desdemona Ludivocovi vyjádří svou naději, že tato nemilost brzy pomine. Othello se rozčílí, nazve ji démonem a chystá se ji udeřit, ale Lodovico jej zadrží. Othello dává přivolat Cassia (Lodovico, Othello, Desdemona, Emilia, Jago, sbor: Viva! Evviva! Il Doge ed il Senato salutano l’eroe trionfatore) Ten vchází a Othello čte – s postranními urážkami Desdemony – dopis benátského dóžete, který jeho samotného povolává zpět do Benátek a kyperským guvernérem ustavuje Cassia. Rozzuřený Othello srazí Desdemonu k zemi (Othello, Roderigo, Jago, Cassio, Lodovico: Messeri! il Doge mi richiama a Venezia).
Lodovico a Emilia zvedají naříkající Desdemonu (A terra! … sì … nel livido fango). Různé postavy vyjadřují své pocity: Emilia a Lodovico projevují soucit s Desdemonou, Cassio se podivuje nad náhlým zvratem svého osudu a Roderigo lituje, že Desdemona brzy odjede. Jago mezitím naléhá na Othella, aby vykonal svou pomstu co nejdříve, zatímco on si vezme na starost Cassia. Poté poradí Roderigovi, že jediným způsobem, jak zabránit Desdemonině odjezdu, je zabít nového guvernéra Cassia, a navrhne mu, aby Cassia zavraždil ještě touž noc (Emilia, Cassio, Desdemona, Roderigo, Lodovico, Jago, Othello, sbor: Quell’innocente un fremito d'odio non ha nè un gesto). V záchvatu zuřivosti přikazuje Othello všem odejít. Desdemona chce zůstat u něj a utěšit ho, ale Lodovico jí v tom zabrání a odvádí ji, zatímco Othello ji proklíná. Když ostatní odejdou, Othello jako horečně hovoří o šátku a pak omdlí. Jago cítí vítězství a položí svůj podpatek na čelo „benátského lva“, pak odchází. Venku dav Kypřanů provolává slávu Othellovi (Othello, Desdemona, Emilia, Cassio, Roderigo, Lodovico, Jago, sbor: Fuggite! Tutti fuggite Otello!).

### Čtvrté dějství
Desdemonina ložnice. Lože, klekadlo, stůl, zrcadlo, lavice. – Závěsná lampa hoří před obrazem Panny Marie, který visí nad klekadlem. Dveře napravo. Světlo zavěšené nad stolem. Je noc.
Desdemona si s pomocí Emile rozestýlá postel. Žádá Emilii, aby na ni rozprostřela svatební šaty, jež Desdemona měla při své svatbě, a říká jí, že pokud umře, přeje si v nich být pohřbena. Emilia Desdemoně vymlouvá takové myšlenky. Desdemona si vzpomíná, jak byla služebná její matky jménem Barbara opuštěna milencem a jak zpívávala „Píseň o vrbě“ (Desdemona: Piangea cantando nell’erma landa). Po Emiliině odchodu se Desdemona modlí (Ave Maria, piena di grazia) a pak usíná.
Othello potichu vstoupí, ozbrojen mečem. Třikrát svou manželku políbí a ona procitne. Othello se jí ptá, zda se dnes večer pomodlila; musí zemřít a on nechce zatratit její duši. Desdemona prosí Boha o milost pro sebe i pro Othella. Othello ji obviňuje z hříchu a musí ji prý zabít, protože miluje Cassia. Desdemona to popírá a žádá, aby manžel přivolal Cassia, jenž by jí dosvědčil její nevinu. Othello odvětí, že Cassio je již mrtev. Zděšená Desdemona prosí o milost, ale Othello jí odpovídá, že je již pozdě, a uškrtí ji (Othello, Desdemona: Diceste questa sera le vostre preci).
Na dveře buší Emilia se zprávou, že Cassio zabil Roderiga. Desdemona slabým hlasem zvolá, že byla nespravedlivě nařčena, ale vyhne se tomu, aby obvinila Othella. Umírá. Emilia nazve Othella vrahem; ten odpoví, že mu Jago dal důkaz o Desdemonině nevěře. Začíná ohrožovat Emilii a ta volá o pomoc. Vstoupí Jago, Cassio a Lodovic. Emilia vyžaduje po Jagovi, aby popřel Othellovo nařčení; ten odmítá. Podle Othella je šátek, který Desdemona dala Cassiovi, dostatečným důkazem. Emilia v hrůze vypravuje, jak jí Jago onen šátek uzmul, a Cassio potvrdí, že se šátek tajemně objevil v jeho pokoji. Vstupuje Montano a vypráví, že Roderigo těsně před smrtí odhalil Jagovu intriku. Jago tasí meč a prchá (Emilia, Othello, Desdemona, Cassio, Jago, Lodovico, Montano: Aprite! Aprite!).
Když si Othello uvědomí, co se stalo, truchlí nad Desdemoninou smrtí. Poté ze svého hávu vytasí dýku a probodne se. Ostatní se jej snaží zadržet, ale je pozdě. Othello se dovleče ke své choti a líbá ji, pak zemře. Jeho tělo leží po boku Desdemonina (Othello, Cassio, Lodovico, Montano: Niun mi te ma s’anco armato mi vede).